# Soldaat van Oranje (Musical)

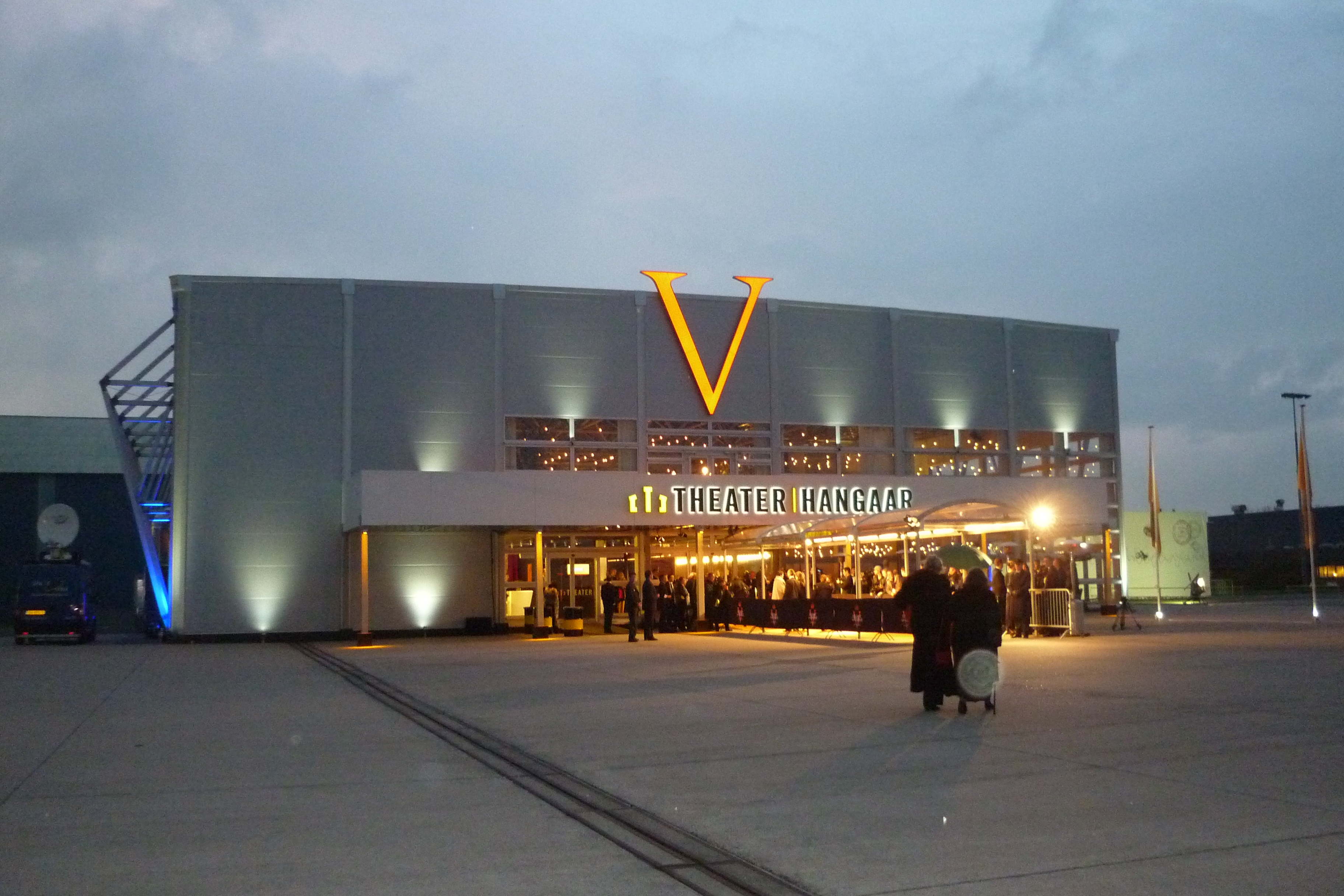
TheaterHangaar auf dem Militärflugplatz Valkenburg

Der Soldaat van Oranje ist ein niederländisches Musical, basierend auf der realen Geschichte des niederländischen Widerstandskämpfers Erik Hazelhoff Roelfzema zur Zeit der deutschen Besatzung der Niederlande. Es ist das mit Abstand am Längsten laufende Musical in den Niederlanden.

## Geschichte

### Hintergrund
Hazelhoff Roelfzema hat seine Geschichte in dem 1970 erschienenen Buch Het hol van de ratelslange niedergeschrieben, das ein Jahr später unter dem Titel Soldaat van Oranje neu aufgelegt wurde. Im gleichnamigen Film von Paul Verhoeven aus dem Jahr 1977 spielt Rutger Hauer die Figur des Widerstandskämpfers Erik Lanshoff. Nun bringt ein Musical diese wahre Geschichte ins Theater.

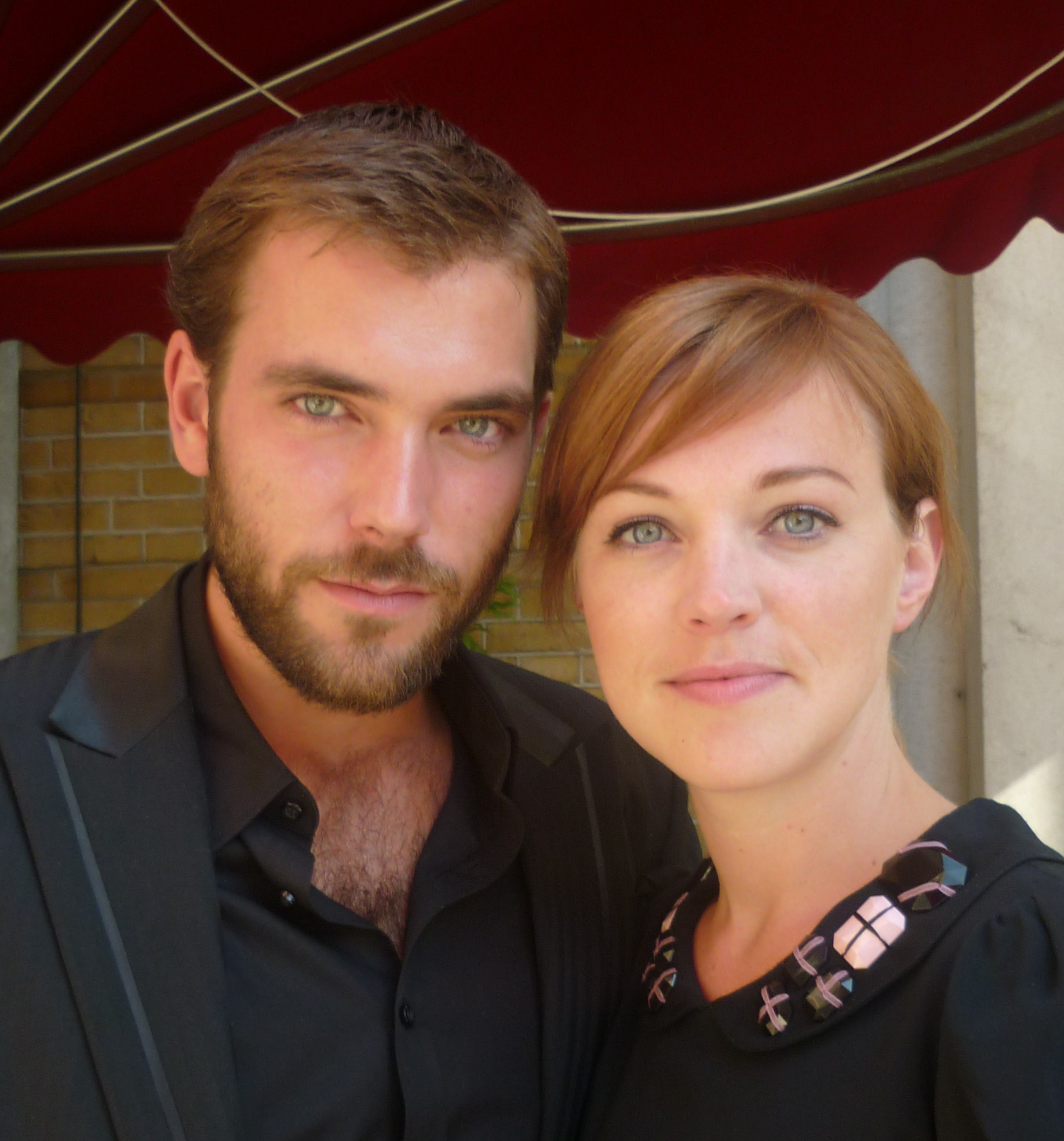
Hauptschauspieler von Anbeginn: Matteo van der Grijn und Loes Haverkort

2004 traf Produzent Fred Boot erstmals auf Hazelhoff Roelfzema. Im Jahr 2005 erwarb Boot die Rechte, aus dem Buch ein Musical zu machen. Es wurde Edwin de Vries für das Drehbuch angeworben und das amerikanische Duo Tom Harriman (diverse Filmmusiken) und Pamela Phillips Oland, die auch für die The Jackson Five, Gladys Knight & the Pips oder die The Sylvers schrieb, war für die Kompositionen bzw. die Texte verantwortlich. Frans van Deursen übersetzte deren Liedtexte dann ins Niederländische. Die US-Amerikanerin Sarah Miles studierte die Choreografie ein.
Boot trat 2008 an den Theaterproduzenten Robin de Levita heran, um eine Zusammenarbeit zu vereinbaren. Der Regisseur Theu Boermans stieß 2009 zum Team. 2010 wurde ein leerstehender 60 mal 70 Meter großer Hangar in Nordholland in sechs Monaten mit Zuschauerrängen und Theatertechnik gefüllt. Man plante zunächst nur eine Laufzeit von einem halben Jahr (ggf. bei Verlängerung einem Jahr).
Das Musical hatte am 30. Oktober 2010 seine Premiere in einem extra hierfür gebauten „TheaterHangaar“ auf dem stillgelegten Militärflugplatz Valkenburg in Katwijk. Königin Beatrix, Prinzessin Irene, Hazelhoffs Witwe Karin und deren Stieftochter, die Fotografin Patricia Steur, waren hierbei anwesend. Der zu jener Zeit noch Prinz Willem-Alexander und Prinzessin Máxima besuchten das Musical am im Juni 2011. Am 26. September 2013 hatte das Stück seine 1000ste Vorstellung; im Dezember des gleichen Jahres wurde die 1095te Vorstellung gegeben. Ab diesem Zeitpunkt ist Soldaat van Oranje die bis heute am Längsten laufende Theaterproduktion der Niederlande; das Musical Das Phantom der Oper kam auf 1094  Vorstellungen. Am 16. Mai 2016 wurde in der 1.830. Vorstellung der zweimillionste Besucher begrüßt, und am Samstag, dem 19. November 2016, wurde die 2.000ste Vorstellung gespielt. Die 2.500ste Vorstellung gab es am Donnerstag, dem 27. September 2018 und der dreimillionste Besucher wurde am 24. November 2019 ermittelt. Am 30. April 2022, dem Tag seines 11,5-jährigen Bestehens, spielte Soldaat seine 3000ste Vorstellung. Ein Jahr später, am 30. April 2023, feierte das Musical sein 12,5-jähriges, kupfernes Jubiläum. Weil es schon so lange lief und weiterhin eine besondere und wichtige Geschichte der niederländischen Geschichte erzählt, erhielt Produzent Fred Boot vom Bürgermeister von Katwijk im Namen des Königs den Ritterorden von Oranien-Nassau. In seiner ersten Form lief das Musical bis zum 14. Juli 2024. Danach wurde es deutlich überarbeitet und die Technik modernisiert. Ab dem 8. September 2024 wieder zu sehen. Die Spielzeit des Musicals in seiner überarbeiteten Form läuft bis Juli 2025.

## TheaterHangaar
Das Musical wird in einem zum Theater umgebauten Flugzeughangar aufgeführt. Der dieser sogenannte TheaterHangar befindet sich auf dem ehemaligen Militärflugplatz Valkenburg in Katwijk und ist somit ein bezugreicher historischer Ort. Vor dem Hangar gibt es in einem kleineren Gebäude einen Empfangsbereich, bzw. Foyer, ausgestattet mit einer Bar, einem Restaurant und einer Ausstellung über die Englandfahrer, um die die Geschichte des Musical kreist.
Im Hangar wurden 2013 auch die Musical Awards verliehen. Die großen Gewinner waren damals 'Hij Gelooft in Mij' und Woof Side Story. Die Produktion Soldaat van Oranje selbst nahm nicht teil, da sie bereits bei einer früheren Zeremonie mit vier Preisen ausgezeichnet worden war. Allerdings erhielt sie an diesem Abend gleichwohl den besonderen Theaterpreis des Abends, der geschaffen wurde, um Musicals zu würdigen, die im Vergleich zum Gesamtangebot in besonderer Weise hervorstechen.

### Bühnenkonzept
Da das Theater in einem alten Hangar ganz neu eingerichtet wurde, konnte der Produzent Robin de Levita ein besonderes Konzept zum Tragen bringen. Anstatt Kulissen aufwendig umzubauen oder, wie in anderen Theatern, eine Drehbühne zu nutzen, stellte er die einzelnen Bühnenbilder übergangslos rund um die Zuschauer auf. Nun wird während der Aufführung die gesamte 250 Tonnen schwere Zuschauerfläche mit ihren 1131 Sitzplätzen nahezu unmerklich und langsam im Uhrzeigersinn weiter gedreht. Dabei wird der Handlungsablauf kaum unterbrochen. Die Darsteller laufen teilweise – weiter sprechend oder singend – mit dem Publikum mit, so entsteht der Eindruck, die Kulisse würde um die Zuschauer gedreht statt umgekehrt. Durch den weiten Panoramablick können mehrere Szenen gleichzeitig gespielt werden. Etwa die Haupthandlung frontal und endende oder beginnende Nebenszenen links oder rechts davon. Auch die Landebahn des alten Militärflugplatzes wird einbezogen.
Am 20. Juli 2016, zur 1894ten Vorstellung, wurde errechnet, dass die Drehscheibe mit ihren 50 Metern Durchmesser seit Beginn sich 20.000 Male um die eigene Achse gedreht hat und eine beliebige Stelle am Rand dabei 3.000 Kilometer zurück legte.
Der Name dieses drehenden Konzepts lautet „SceneAround“.

### Prominentestes Ausstellungsobjekt
Königin Wilhelmina nutzte 1945 bei ihrer gefeierten Rückkehr in Gilze en Rijen eine Dakota. Eine ähnliche Dakota C-47, die vom  Museum Bevrijdende Vleugels in Best zur Rahmung des Musicals zur Verfügung gestellt wurde, sollte am 12. August 2010 zum Aufführungsort auf das Flugfeld Valkenburg gebracht werden. Der Transport erfolgte per Schwertransport unter anderen auf dem Rijksweg 44 (A44). Auf der Höhe der Ortschaft Kaag fuhr sich der LKW kurz vor ein Uhr am frühen Morgen des 13. August auf einer Brücke fest. Die Flügel des Flugzeugs waren zwar zuvor demontiert worden, gleichwohl war die Maschine, trotz gründlicher Vorabberechnung des Streckenverlaufs, doch noch zu breit für die massiven, mannshohen, Betonbegrenzungen der Brücke. Die Motoren wurden eingequetscht und erlitten schwere (irreparable) Beschädigungen. Eine Reparatur vor der Musicalpremiere erschien zudem nicht möglich. So stand die Dakota die ersten beiden Jahre neben dem Theaterparkplatz. Aufgrund der möglichen Kosten des immensen Reparaturaufwandes wurde die Maschine schließlich verschrottet. Die Dakota PH-ALR 'Reiger' aus dem Jahr 1939, welche heute den Rand der Veranstaltung schmückt, wurde am 23. September aus dem Aviodrome in Lelystad herangebracht.

## Darsteller
Im Laufe der Jahre wirkten sehr viele Schauspieler in der Produktion mit.
So zum Beispiel Petra Laseur, Olga Zuiderhoek, Nico de Vries, Huub Stapel, Hajo Bruins, Barbara Pouwels oder der Österreicher Julian Looman.

## Inhalt
Der Leidener Student Erik Hazelhoff Roelfzema und seine Freunde führen ein sorgloses Studentenleben, bis die Deutschen im Jahr 1940 einmarschieren. Wie ein Donnerschlag wird den jungen Leuten klar, dass nichts mehr so ist wie früher. Freundschaft und Liebe werden nicht mehr als selbstverständlich angesehen. Der Krieg stellt alles auf den Kopf und belastet die Beziehungen. Jeder muss eine Entscheidung treffen. Kämpfen für die Freiheit, die Nation, das Vaterland? Weiter studieren und den Kopf in den Sand stecken? Oder sich gar bewusst für den Feind entscheiden?
Zu Beginn des Krieges geht Erik nach England, von wo aus er Funkgeräte nach Holland schmuggelt und als Pilot an Bombenangriffen auf Deutschland beteiligt ist. Er wird Adjutant von Königin Wilhelmina und erhält bereits während des Krieges die Militär-Wilhelms-Orden, die höchste königliche Auszeichnung, für seine Tätigkeit im Widerstand.

## Besucher
- Am 16. Mai 2016 wurde in der 1.830. Vorstellung der zweimillionste Besucher begrüßt
- Am 24. November 2019 wurde die Besucheranzahl von drei Millionen überschritten.[10]
- Am 11. Oktober 2023 wurde der 3,5-milionste Besucher begrüßt.

## International
Aufgrund des großen kommerziellen Erfolgs in den Niederlanden kündigte der Produzent New Productions im April 2019 an, mit dem Musical nach London zu gehen; das Musical soll unter dem Namen Soldier of Orange mit einer kompletten englischen Besetzung erscheinen. An diesem Projekt ist auch das ursprüngliche Kreativteam des niederländischen Musicals beteiligt, darunter Theu Boermans (Regie), Edwin de Vries (Drehbuch), Tom Harriman (Musik), Pamela Phillips Oland (Liedtexte), Bernhard Hammer (Kulissen) und Fred Boot als Produzent. Zusätzlich wurde der britische Dramatiker und Drehbuchautor Jeremy Brock in das Team aufgenommen, um das Drehbuch für das englischsprachige Publikum anzupassen.
Der Bau wurde jedoch wegen der COVID-19-Pandemie unterbrochen.
Im April 2023 gab die Produktionsgesellschaft bekannt, dass sie das Projekt wieder aufnehmen. Jedoch sind die mittlerweile gestiegenen Kosten ein zusätzliches Problem. Die Absicht war es bei den Royal Docks in London ein neues Musical-Theater inklusive drehendem Zuschauerbereich zu errichten. Noch im August 2024 gehen die Planungen weiter, ein Premierendatum konnte aber noch nicht genannt werden.

## Trivia
- Der TheaterHangaar wurde 2013 zwei Mal durch starke Sturmböen beschädigt.[16]
- Ab März 2020 gab es aufgrund der COVID-19-Pandemie im Königreich der Niederlande keine Veranstaltungen. Ab dem 1. Oktober 2021 ging es mit dem Musical weiter, es wurde aber je nach Auflage kurzzeitig wieder eingestellt. Ab März 2022 konnte der Betrieb wieder vollständig weitergeführt werden.
- Am 30. April 2023, zum 12,5-jährigen Jubiläum, wurde das Lied Als wij niets doen (Wenn wir nichts tun) nochmal von allen Mitwirkenden und auch Ehemaligen nach dem Endapplaus vorgetragen.